# Без вины виноватые (спектакль, 1993)
«Без вины́ винова́тые» — спектакль Государственного академического театра имени Евгения Вахтангова в Москве, поставленный режиссёром Петром Фоменко по одноимённой комедийной пьесе А. Н. Островского (в сценической редакции Галины Покровской). Премьера состоялась 24 апреля 1993 года, последний спектакль вышел 14 мая 2011 года.
В 1995 году актёры и создатели спектакля удостоены Государственной премии Российской Федерации в области литературы и искусства 1994 года (в области театрального искусства).

## Сюжет

### Пролог
Небогатая девица Любовь Ивановна Отрадина случайно узнаёт, что любимый человек, Григорий Львович Муров (от которого она родила сына Гришу), собирается по настоянию матери жениться на другой. Таисия Ильинична Шелавина, его невеста,  подруга Любы, об этой истории ничего не знает; не таясь, она рассказывает Отрадиной, что жениха не любит и нужен он не столько как муж, сколько как управляющий при её капиталах. После отъезда Шелавиной и краткого объяснения с Муровым Люба получает ещё одну печальную весть — находящийся на воспитании Арины Галчихи Гриша при смерти.

### Основное действие
События второго действия разворачиваются спустя семнадцать лет после пролога. Приезд известной актрисы Елены Ивановны Кручининой наделал много шуму в городке; особенно взволнован местный театральный люд. Богатый барин и меценат Нил Стратоныч Дудукин старается во всём угодить красавице. Кручинина, случайно встретившись с полубезумной уже Ариной Галчихой, узнаёт, что Гриша, которого она семнадцать лет считала умершим, выжил и затем, по настоянию Мурова, был отдан на воспитание чужим людям. Вскоре приходит сам Муров, в известной актрисе узнавший Любу Отрадину. О сыне Муров говорит неохотно, путается, врёт, потом всё-таки признается, что передал Гришу «хорошим людям», надев ему на шею медальон Отрадиной, но о дальнейшей судьбе его ничего не знает. 
Интриганка Коринкина при участии героя-любовника Пети Миловзорова использует историю Кручининой чтобы настроить против неё молодого актера Григория Незнамова, сыновнюю любовь которого Кручинина успела заслужить за время пребывания в городе. Незнамов сам сирота — брошенный родителями ребёнок. Уверенный, что Кручинина добровольно оставила собственного сына и желая побольнее уколоть её, Незнамов произносит тост «за матерей, которые бросают детей своих». В числе прочего он обличает традицию оставлять брошенному ребёнку какую-нибудь безделушку на память: «эти сувениры жгут грудь». 
Кручинина узнаёт свой медальон на шее у Незнамова и падает в обморок. Дудукин рассказывает Незнамову подлинную историю Любы Отрадиной. Придя в себя, Кручинина заключает сына в объятия.

## Действующие лица и исполнители
Жирным шрифтом выделены актёры, участвовавшие в телеверсии спектакля.
- Елена Ивановна Кручинина, известная провинциальная актриса — Юлия Борисова
- Нина Павловна Коринкина, актриса — Людмила Максакова
- Нил Стратоныч Дудукин, богатый барин — Юрий Яковлев, Евгений Карельских
- Григорий Львович Муров — Вячеслав Шалевич, Виктор Зозулин
- Григорий Незнамов, артист провинциального театра — Евгений Князев
- Петя Миловзоров, первый любовник, артист провинциального театра — Виктор Зозулин, Алексей Завьялов
- Шмага, артист провинциального театра — Юрий Волынцев, Михаил Ульянов, Дмитрий Кравцов, Михаил Воронцов
- Арина Архиповна Галчиха — Алла Казанская, Инна Алабина
- Иван, слуга в гостинице — Анатолий Меньщиков
  - В прологе:
- Любовь Ивановна Отрадина — Лидия Вележева, Елена Сотникова
- Таиса Ильинишна Шелавина — Марина Есипенко, Нонна Гришаева
- Григорий Львович Муров — Юрий Красков
- Аннушка — Ольга Гаврилюк
- Арина Архиповна Галчиха — Инна Алабина
- Музыканты — Владимир Бранд (гитара), Владимир Свешников (фортепиано)

## Интересные факты
- Оттолкнувшись от фразы Шмаги «Место актёра — в буфете!» Пётр Фоменко поставил спектакль в пространстве театрального буфета. Барная стойка и большой шкаф-буфет стали основой декорационного оформления второго действия спектакля.
- Первое и второе действия спектакля идут в разных залах.
- Фотография группы актёров второго акта использована в оформлении суперобложки энциклопедии «Русский драматический театр»[3].
- Роль Пети Миловзорова первоначально была предложена  Василию Лановому, который от неё отказался[4].

## Музыкальное оформление
- «Уголок» («Дышала ночь восторгом сладострастья»; слова В. Мазуркевича, музыка С. Штеймана)
- «Подари поцелуй» («Мне образ твой лучезарный»; слова и музыка М. Штейнберга)
- «Да или нет» (слова Е. Юрьева, музыка А. Чернявского)
- «Надежды, мечтанья» («Я гляжу на тебя, друг, с мольбою»; слова и музыка М. Штейнберга)
- «Прощай!» («Прощай! — шесть букв приносят столько мук!»; слова М. Ю. Лермонтова)
- «Звёзды на небе» («Снился мне сад в подвенечном уборе»; слова Е. Дитерихс, музыка Б. Борисова)
- «Приходи поскорей, поцелуй горячей»
- «Я обожаю» (слова А. Пугачева, музыка Б. Клинова)
- «Сияла ночь» (слова А. А. Фета, музыка Н. Ширяева)
- «Не сердись, не ревнуй» (слова и музыка А. Денисьева)
- «Расстались мы, но твой портрет» (слова М. Ю. Лермонтова, музыка А. Спирро и Л. Малашкина)
- «Ночные цветы» («Белые, бледные, нежно-душистые…»; слова Е. Варженевской, музыка А. Шиловского)
- Канкан из оперетты Ж. Оффенбаха «Орфей в аду»

## Награды
- Государственная премия России (1994): 
Фоменко, Пётр Наумович, Сельвинская, Татьяна Ильинична, Борисова, Юлия Константиновна, Максакова, Людмила Васильевна, Волынцев, Юрий Витальевич, Князев, Евгений Владимирович, Шалевич, Вячеслав Анатольевич, Яковлев, Юрий Васильевич[2].
- премия фестиваля «Московские сезоны», (сезон 1992—1993): 
Фоменко, Пётр Наумович (Лучшая режиссёрская работа), Сельвинская, Татьяна Ильинична (Лучшая сценография), Борисова, Юлия Константиновна (Лучшая актриса года)[5].
- Приз московской критики «Гвоздь сезона», (сезон 1992—1993): 
Фоменко, Пётр Наумович[5].
- премия «Хрустальная Турандот» (1993): 
Фоменко, Пётр Наумович (Лучшая режиссёрская работа)[6].

## Создатели спектакля
- Постановка народного артиста России, лауреата Государственных премий России Петра Фоменко
- Сценография и костюмы — Татьяна Сельвинская
- Сценическая редакция — Галина Покровская
- Музыкальный руководитель — Татьяна Агаева
- Режиссёр-стажёр — Алексей Чернобай
- Художник-гримёр — Ольга Калявина
- Художник по свету — Владимир Амелин
- Звукорежиссёр — Андрей Рыбников
- Помощник режиссёра — Наталья Меньшикова